# Neuronema laminatum
Neuronema laminatum är en insektsart som beskrevs av Bo Tjeder 1936. Neuronema laminatum ingår i släktet Neuronema och familjen florsländor. Inga underarter finns listade i Catalogue of Life.